# Castillo de Tajarja
Castillo de Tajarja est un village espagnol situé sur la commune de Chimeneas dans la partie nord-est de la comarque de Alhama-Temple faisant partie de la province de Grenade en Andalousie. Les localités les plus proches sont El Turro, Peñuelas, Cacín et Ventas de Huelma.